# 石𱵄村冯氏祠堂
石𱵄村冯氏祠堂，位于中国海南省澄迈县老城镇石𱵄村，主要由将军第（冯氏大宗祠）、夏阳侯庙、文林冯公祠组成，冯氏大宗祠建于隋大业五年（609年），建筑坐北朝南，为三进院落四合院，将军第建于宋代，清朝时整修，夏阳侯庙建于清朝，20世纪80年代重修，建筑坐北朝南，设有一庭一室，其中正室为三开间，文林冯公祠建于明弘治十三年（1550年），建筑坐北朝南，为三进院落四合院布局，其中正堂为两进三开间，2019年10月7日公布为第八批全国重点文物保护单位。